# Cyclopecten neoceanicus
Cyclopecten neoceanicus är en musselart som beskrevs av Dall 1908. Cyclopecten neoceanicus ingår i släktet Cyclopecten och familjen Propeamussidae. Inga underarter finns listade i Catalogue of Life.